# Санту-Эштеван (Аленкер)
Санту-Эштеван (порт. Santo Estêvão) — район (фрегезия) в Португалии, входит в округ Лиссабон. Является составной частью муниципалитета Аленкер. По старому административному делению входил в провинцию Эштремадура. Входит в экономико-статистический субрегион Оэште, который входит в Центральный регион. Население составляет 5338 человек на 2001 год. Занимает площадь 16,09 км².
Покровителем района считается Стефан Первомученик (порт. Santo Estêvão).